# 大野木浜市
大野木 浜市（おおのぎ はまいち、1916年 - 2004年7月5日）は、日本の元アマチュア野球選手。高校野球にて活躍した。静岡県出身。ポジションは外野手（主に右翼手）。

## 略歴
1916年に浜松市にて生まれた。1929年に尋常小学校卒業後、当時少年野球の強豪校と知られていた、浜松高等尋常小学校（現・浜松市立元城小学校）へ進み、1930年、高等尋常小2年の時には、戸塚球場で開かれた第11回全国少年野球優勝大会で優勝投手となった。元城小時代のチームメイトに、大友一明（元プロ野球選手。大東京軍、ゴールドスター等でプレー。）がいた。
1931年、中京商業学校に入学。甲子園には5回出場（春4回〈1932年～1935年〉。夏1回〈1933年〉）。そのうち、1933年の夏の大会では、準決勝第2試合で、高校野球史上最長となった中京商対明石中延長25回戦に1番・右翼手で出場し、延長25回にサヨナラ打を放った。この大会で、中京商は吉田正男の力投もあって、前人未到の3連覇を成し遂げた。
その後、1933年秋に行われた、第7回明治神宮競技大会野球競技の決勝でも、中京商は明石中と対戦。この試合でも決勝打を放ち、中京商の優勝に大きく貢献した（最終スコアは3-2）。中京商卒業後は、1936年より日立鉱山野球部（後の日本鉱業日立硬式野球部。1972年廃部）でプレーし、1937年には都市対抗野球にも出場した（初戦のコロムビア〈川崎市〉戦で5-14で大敗）。
実家は山下町で米屋を営んでいた。二軒隣には、早稲田大学～満州昭和製鋼所の桑原喜代男（浜松一中）がいた。
元城小学校の後輩・松井栄造は、中京商業に来るはずだったと岐阜商業入学を嘆いていた。
2004年7月5日に肺炎で死去。享年88。延長25回の試合において、中京商で出場したメンバーのうちの最後の生存者だった。